# Marian Maciejewski (prezbiter)
Marian Maciejewski (ur. 24 marca 1926 w Poznaniu, zm. 31 stycznia 1998 w Szamotułach) – katolicki prezbiter, kanonik.
W roku 1947 wstąpił do Seminarium Duchownego w Poznaniu, gdzie studiował do roku 1953. Po zakończeniu studiów otrzymał 30 maja 1953 w poznańskiej farze z rąk ks. abpa Walentego Dymka święcenia kapłańskie. Rozpoczął pracę jako wikariusz w Rogoźnie.
W roku 1956 został wikariuszem parafii katedralnej w Poznaniu, oraz pełnił obowiązki kapelana i sekretarza ks. bpa Franciszka Jedwabskiego.
W roku 1965 został proboszczem parafii Św. Wawrzyńca w Pniewach, następnie w 1968 dziekanem dekanatu pniewskiego.
W roku 1992 ks. abp Jerzy Stroba mianował go Kanonikiem Honorowym Kapituły Kolegiackiej w Poznaniu.
Od 24 marca 2003 roku jest patronem pniewskiego gimnazjum. Święto szkoły obchodzone jest w dzień urodzin księdza kanonika. Z okazji nadania imienia szkole, została wydana książka pt. "Przekazałem Wam, co sam otrzymałem" w której opublikowano testament księdza, wspomnienia mieszkańców Pniew oraz homilie wygłoszoną podczas mszy pogrzebowej.